# Obleganje Konstantinopla (674–678)
Prvo arabsko obleganje Konstantinopla (674–678), velik spopad med Bizantinskim cesarstvom in Umajadskim kalifatom v  nizu bizantinsko arabskih vojn in eden od številnih prekusov konstantinopelskega obrambnega sistema. 
Umajadski kalif Muavija I., ki je prišel na arabski prestol po državljanski vojni, je leta 674 poslal svojega sina Jazida oblegat Konstantinopel. Umajadi niso mogli  prodreti preko Teodozijevega obzidja, zato so z blokado ob Bosporju zaprli oskrbovalne poti. Bližajoča se zima je napadalce prisilila k umiku.
Tik pred obleganjem je sirski krščanski begunec Kalinik (Callinicus) iz Baalbeka iznašel novo uničujoče orožje, ki je postalo znano kot grški ogenj. Leta 677 ga je bizantinska mornarica uporabila v zmagoviti pomorski bitki v Marmarskem morju, ki je prebila blokado  in omogočila oskrbovanje mesta po morju, medtem ko je arabska oblegovalska vojska  pozimi stradala.
Zmaga nad Arabci je za skoraj trideset let zaustavila njihovo  prodiranje proti Evropi, čeprav so bili odločilno premagani šele v drugem arabskem obleganju Konstantinopla. 

## Vira
- Jonathan Harris (2007), Constantinople: Capital of Byzantium. Hambledon/Continuum, London. ISBN 978 1847251794.
- Stephen Turnbull (2004), The Walls of Constantinople AD 413–1453, Osprey Publishing, ISBN  1-84176-759-X .